# Vivian Cheruiyot
Vivian Jepkemoi Cheruiyot (Keiyo, 11 de septiembre de 1983) es una atleta keniana, especialista en carreras de media distancia, campo a través y maratón. En su carrera deportiva ostenta títulos olímpicos y mundiales en las carreras de 5000 m y 10 000 m, entre los que destaca la medalla de oro de los 5000 m en los Juegos Olímpicos de Río de Janeiro 2016. También ha triunfado en dos ocasiones en la maratón de Londres.

## Trayectoria
Proveniente de una familia de granjeros, inició su carrera en el atletismo en el año 1996 en torneos colegiales. Para el año siguiente se encontraba bajo la dirección de David Maiyo quien descubrió su talento, y participó en las pruebas de clasificación para el campeonato mundial de campo a través. De hecho ganó su prueba y fue incluida en el equipo nacional, pero debió ser apartada debido a su corta edad. 
Sin embargo, en 1998 ya era parte del equipo keniano y debutó en la escena internacional en Marruecos, ubicándose quinta en categoría mundial júnior. En 1999, en Belfast, ganó la medalla de plata en la misma categoría, y en los Juegos Panafricanos de Johannesburgo se adjudicó la medalla de bronce en la prueba de los 5000 metros. En el 2000, logró el título de campeona mundial júnior de campo a través; y también representó a su país por primera vez en unos Juegos Olímpicos, ubicándose en la decimocuarta posición en los 5000 m.
El año 2002 ingresó a la secundaria femenina de Sing’ore, reconocida institución promotora de atletas, aunque no pudo lograr la clasificación para el Campeonato Mundial de Atletismo de 2003 y los Juegos Panafricanos de Abuya en la prueba de los 5000 m. Lo mismo ocurrió cuando trató de conseguir su segunda participación en los Juegos Olímpicos de Atenas 2004, al arribar cuarta en su prueba de clasificación.
Después de un período sin mayores éxitos, tanto en la pista atlética como en el campo a través, el 2006 debutó en la IAAF Golden League; mientras que en el World Athletics Final de Stuttgart acabó tercera en los 3000 m y quinta en los 5000 m. En 2007, consiguió una doble victoria en los 1500 y 3000 m en Albufeira; y en los Bislett Games impuso una marca nacional en los 5000 m en el segundo puesto de la prueba. También logró clasificar al campeonato mundial de Osaka, y se adjudicó la medalla de plata con un registro de 14:58,50 en los 5000 m. 
En el año 2008, después de perder su asistencia al campeonato mundial de campo a través en Edimburgo, obtuvo dos victorias internacionales en las carreras de 5 y 10 km, y consiguió una tarjeta de invitación para los Juegos Olímpicos de Pekín, donde se ubicó en el quinto puesto de la final de los 5000 m.
En su segunda participación en un mundial de atletismo, realizado en Berlín el 2009, arrebató el título mundial a la campeona defensora de los 5000 m, la etíope Meseret Defar, atleta de quien ella misma dice «obtener inspiración». En esa carrera Cheruiyot se adelantó a Defar en los últimos 200 m, mientras que su compatriota Sylvia Kibet logró el segundo puesto.
El año 2010 debutó en pista cubierta en el campeonato mundial de Doha, donde volvió a encontrarse con Meseret Defar en la prueba de los 3000 m, aunque esta vez llegó en el segundo puesto de la final por detrás de la etíope. En el mes de junio se adjudicó el título keniano de los 5000 m con una marca de 15:31,39 que le permitió participar en el campeonato africano de atletismo de Nairobi, donde se llevó la medalla de oro con un registro de 16:18,72. Asimismo, Cheruiyot terminó como una de las ganadoras de la primera temporada de la Liga de Diamante, y en los Juegos de la Mancomunidad de Nueva Delhi ganó la prueba de los 5000 en una carrera final en la que tres kenianas acapararon el podio.
En la temporada del 2011, se alzó por primera vez con la victoria en una carrera sénior de campo través en Punta Umbría. Posteriormente, en su tercera participación en un campeonato mundial de atletismo, que tuvo lugar en Daegu, logró la hazaña de conseguir dos triunfos en las carreras de medio fondo: el primero de ellos en los 10 000 m con una marca personal de 30:48,98, siendo el primer año en el que ella participaba en esta prueba en toda su carrera deportiva; además, en la final fueron tres kenianas las que ocuparon el podio.
Seis días después, en los 5000 m, refrendó su título de Berlín 2009 con una marca de 14:55,36; de hecho, fue el mismo podio del campeonato mundial anterior. La doble victoria de Cheruiyot tenía como único antecedente el Campeonato Mundial de Atletismo de 2005 de Helsinki cuando Tirunesh Dibaba logró la misma proeza. En esa misma prueba logró también el primer puesto de la Liga de Diamante.
Sin embargo, para el 2012 compitió en los 10 000 m de los Juegos Olímpicos de Londres y perdió la imbatibilidad que había mantenido por dos años al terminar en la tercera posición con un tiempo de 30:30,44, en una carrera ganada de la etíope Tirunesh Dibaba quien refrendó su victoria del 2008 a pesar de llevar un año sin competir por lesiones. La medalla de plata fue para su compatriota Sally Kipyego. Además logró la medalla de plata en los 5000 m con un registro de 15:04,73, por detrás de la etíope Meseret Defar (15:04,25), campeona olímpica del 2004 en esa prueba, pero que en esta ocasión no era la favorita. No obstante, Cheruiyot se impuso por tercera ocasión consecutiva en los 5000 de la Liga de Diamante.
En el año 2013, y por motivos de embarazo, se retiró de las competiciones por lo que no asistió al campeonato mundial de Moscú. No volvió hasta el mes de noviembre de 2014, en una carrera de campo a través de 8 km en Eldoret, en la quedó en la cuarta posición. En febrero de 2015 se apuntó su tercera victoria en el evento de 10 km en San Juan (Puerto Rico).
Ese mismo año volvió en buena forma al campeonato del mundo que se realizó en Pekín. Participó en la prueba de los 10 000 donde logró su cuarta medalla dorada en carreras de medio fondo con una marca de 3:41,31.
El 2016 tomó parte en la prueba de los 3000 m, en la reunión de Doha, donde ocupó la cuarta posición con una marca de 8:31,86. Asimismo, en los 5000 fue tercera en Eugene (14:35,69) y primera en Birmingham (15:12,79), antes de su presentación en los Juegos Olímpicos de Río de Janeiro. En este evento, las favoritas para hacerse de las medallas de oro en las pruebas de 5000 y 10000 eran las atletas etíopes, especialmente Almaz Ayana.
En su primera carrera, la de los 10 000 m, Cheruiyot se ubicó en la segunda posición con una marca de 29:32,53, por lo que repitió el resultado de Londres 2012 con Ayana en el primer puesto. Pero en los 5000 m, en la que Ayana era la favorita para alzarse con el triunfo, fue la keniata quien se adjudicó su primera medalla de oro olímpica al finalizar en 14:26,17 que además se convirtió en récord olímpico.
En el 2017 Cheruiyot debutó en las carreras de maratón. Primero participó en el mes de abril en la maratón de Londres en la que fue cuarta con un tiempo de 2:23:50; y posteriormente, en el mes de octubre en la maratón de Frankfurt, triunfó con un registro de 2:23:35. El 2018 volvió a ganar en la maratón de Londres esta vez con un tiempo de 2:18:31.